# マット・ワイマン
マット・ワイマン（Matt Wiman、1983年9月19日 - ）は、アメリカ合衆国の男性総合格闘家。コロラド州デンバー出身。スクラップ・パック所属。マット・ウィマンとも表記される。

## 来歴
子供の頃から多くのスポーツを経験。PRIDEのビデオを観るのが好きで、17歳から格闘技を始めた。
2007年、リアリティ番組「The Ultimate Fighter」のシーズン5にBJ・ペン率いるチーム・ペンの選手として参加。トーナメント1回戦でノア・トーマスに開始50秒でチョークスリーパーにより一本勝ちを果たすも、準決勝ではマニー・ガンブリャンに0-3の判定負けでシーズンから脱落。シーズン総括となる6月23日のThe Ultimate Fighter 5 Finaleではブライアン・ゲラティーにマウントパンチでTKO勝ち。
2007年9月22日、UFC 76で小見川道大と対戦し、3-0の判定勝ち。
2008年6月7日、UFC 85でチアゴ・タバレスと対戦し、パウンドでKO勝ち。ファイト・オブ・ザ・ナイトを受賞した。12月10日、UFC: Fight for the Troopsでジム・ミラーと対戦し、0-3の判定負け。敗れはしたものの2戦連続となるファイト・オブ・ザ・ナイトを受賞した。
2009年4月18日、UFC 97でサム・スタウトと対戦し、0-3の判定負け。敗れはしたものの3戦連続となるファイト・オブ・ザ・ナイトを受賞した。9月19日のUFC 103でハファエル・ドス・アンジョスと対戦予定であったが、負傷により欠場となった。
2010年6月12日、UFC 115でマック・ダンジグと対戦し、ギロチンチョークで一本勝ち。
2011年1月22日、UFC: Fight for the Troops 2でコール・ミラーと対戦し、3-0の判定勝ちを収めた。
2012年9月29日、UFC on Fuel TV 5でポール・サスと対戦し、腕ひしぎ十字固めで一本勝ち。13戦全勝のサスに初黒星をつけ、サブミッション・オブ・ザ・ナイトを受賞した。

## 戦績
| 総合格闘技 戦績 | 総合格闘技 戦績 | 総合格闘技 戦績 | 総合格闘技 戦績 | 総合格闘技 戦績 | 総合格闘技 戦績 | 総合格闘技 戦績 |
| --------------- | --------------- | --------------- | --------------- | --------------- | --------------- | --------------- |
| 26 試合         | (T)KO           | 一本            | 判定            | その他          | 引き分け        | 無効試合        |
| 16 勝           | 4               | 5               | 7               | 0               | 0               | 0               |
| 10 敗           | 4               | 0               | 6               | 0               | 0               | 0               |

| 勝敗 | 対戦相手                     | 試合結果                            | 大会名                                      | 開催年月日     |
| ×    | ジョーダン・リービット       | 1R 0:22 KO（スラム）                | UFC on ESPN 19: Hermansson vs. Vettori      | 2020年12月5日  |
| ×    | ジョー・ソレッキ             | 5分3R終了 判定0-3                   | UFC on ESPN 7: Overeem vs. Rozenstruik      | 2019年12月7日  |
| ×    | ルイス・ペーニャ             | 3R 1:14 TKO（パウンド）             | UFC Fight Night: Moicano vs. Korean Zombie  | 2019年6月22日  |
| ○    | アイザック・ヴァリーフラッグ | 5分3R終了 判定3-0                   | UFC Fight Night: Edgar vs. Swanson          | 2014年11月22日 |
| ×    | TJ・グラント                 | 1R 4:51 KO（肘打ち→パウンド）       | UFC on FOX 6: Johnson vs. Dodson            | 2013年1月26日  |
| ○    | ポール・サス                 | 1R 3:48 腕ひしぎ十字固め            | UFC on Fuel TV 5: Struve vs. Miocic         | 2012年9月29日  |
| ○    | マック・ダンジグ             | 5分3R終了 判定3-0                   | UFC Live: Cruz vs. Johnson                  | 2011年10月1日  |
| ×    | デニス・シヴァー             | 5分3R終了 判定0-3                   | UFC 132: Cruz vs. Faber                     | 2011年7月2日   |
| ○    | コール・ミラー               | 5分3R終了 判定3-0                   | UFC: Fight for the Troops 2                 | 2011年1月22日  |
| ○    | マック・ダンジグ             | 1R 1:45 ギロチンチョーク            | UFC 115: Liddell vs. Franklin               | 2010年6月12日  |
| ○    | シェイン・ネルソン           | 5分3R終了 判定3-0                   | UFC 107: Penn vs. Sanchez                   | 2009年12月12日 |
| ×    | サム・スタウト               | 5分3R終了 判定0-3                   | UFC 97: Redemption                          | 2009年4月18日  |
| ×    | ジム・ミラー                 | 5分3R終了 判定0-3                   | UFC: Fight for the Troops                   | 2008年12月10日 |
| ○    | チアゴ・タバレス             | 2R 1:57 KO（右ストレート→パウンド） | UFC 85: Bedlam                              | 2008年6月7日   |
| ○    | ジャスティン・バックホルツ   | 1R 2:56 チョークスリーパー          | UFC Fight Night: Swick vs. Burkman          | 2008年1月23日  |
| ○    | 小見川道大                   | 5分3R終了 判定3-0                   | UFC 76: Knockout                            | 2007年9月22日  |
| ○    | ブライアン・ゲラティー       | 1R 2:09 TKO（マウントパンチ）       | The Ultimate Fighter 5 Finale               | 2007年6月23日  |
| ×    | スペンサー・フィッシャー     | 2R 1:43 KO（跳び膝蹴り）            | UFC 60: Hughes vs. Gracie                   | 2006年5月27日  |
| ×    | ニック・アガラー             | 5分3R終了 判定0-3                   | Mix Fighting Championships: Boardwalk Blitz | 2006年3月4日   |
| ○    | トーマス・グリッソム         | 1R終了時 TKO（タオル投入）          | XFL 18: Battle at the Brady 2               | 2005年11月12日 |
| ×    | ロジャー・ウエルタ           | 5分3R終了 判定0-3                   | FFC 15: Fiesta Las Vegas                    | 2005年9月14日  |
| ○    | DJ・ランドール               | 1R 0:20 TKO（パンチ連打）           | XFL Xtreme Fighting 3: Superbrawl           | 2005年2月5日   |
| ○    | デビッド・フランクス         | 1R 0:42 腕ひしぎ十字固め            | XFL EK 14: Heavyweight Gladiators           | 2004年11月13日 |
| ○    | ラリー・ジョンズ             | 2R 1:30 三角絞め                    | XFL EK 13: Elimination                      | 2004年8月14日  |
| ○    | グレッグ・ボッスラー         | 5分3R終了 判定3-0                   | XFL EK 13: Elimination                      | 2004年8月14日  |
| ○    | ジョー・ガーザ               | 5分3R終了 判定3-0                   | XFL EK 13: Elimination                      | 2004年8月14日  |

## 表彰
- UFC ファイト・オブ・ザ・ナイト（4回）
- UFC サブミッション・オブ・ザ・ナイト（1回）